# Geranium frigidurbis
Geranium frigidurbis är en näveväxtart som beskrevs av Moerman. Geranium frigidurbis ingår i släktet nävor, och familjen näveväxter. Inga underarter finns listade i Catalogue of Life.